# Jan Jindra
Jan Jindra   (Třeboň, 6 de març de 1932 - 20 de setembre de 2021) fou un remer txec que va competir sota bandera txecoslovaca durant la dècada de 1950.
Durant la seva carrera esportiva va prendre part en tres edicions dels Jocs Olímpics d'Estiu. El 1952, a Hèlsinki, va guanyar la medalla d'or en la prova del quatre amb timoner del programa de rem. Formà equip amb Karel Mejta, Jiří Havlis, Stanislav Lusk i Miroslav Koranda. El 1956, a Melbourne, quedà eliminat en semifinals del vuit amb timoner. La tercera i darrera participació en uns Jocs fou el 1960, a Roma, on va guanyar la medalla de bronze en la prova del vuit amb timoner.
En el seu palmarès també destaquen dues medalles d'or, una de plata i dues de bronze al Campionat d'Europa de rem, entre 1953 i 1959.